# Dark Waters (2019)
Dark Waters is een Amerikaanse historische dramafilm uit 2019 onder regie van Todd Haynes. De film is gebaseerd op de lange, juridische strijd die advocaat Robert Bilott eind jaren 1990 begon te voeren tegen chemiebedrijf DuPont. De hoofdrollen worden vertolkt door Mark Ruffalo, Anne Hathaway, Tim Robbins en Bill Pullman.

## Verhaal
Een advocaat ontdekt een duister verband tussen een groot aantal onverklaarde sterfgevallen en een van de grootste bedrijven ter wereld. Hij zet zijn leven en carrière op het spel om de waarheid aan het licht te brengen.

## Rolverdeling
| Acteur                 | Personage            |
| ---------------------- | -------------------- |
| Mark Ruffalo           | Robert Bilott        |
| Anne Hathaway          | Sarah Barlage Bilott |
| Tim Robbins            | Tom Terp             |
| Bill Pullman           | Harry Dietzler       |
| Bill Camp              | Wilbur Tennant       |
| Victor Garber          | Phil Donnelly        |
| Mare Winningham        | Darlene Kiger        |
| William Jackson Harper | James Ross           |
| Louisa Krause          | Carla Pfeiffer       |

## Voorgeschiedenis
Bedrijfsadvocaat Robert Bilott werd in 1998 door een veehouder uit Parkersburg (West Virginia) ingeschakeld om een rechtszaak aan te spannen tegen het chemiebedrijf DuPont. De veehouder meende dat het bedrijf een plaatselijke kreek, waar zijn vee van gedronken had en ziek van was geworden, vervuild had. In de daaropvolgende juridische strijd tegen DuPont bracht Bilott een decennialange geschiedenis van milieuverontreiniging aan het licht. Het ging in het bijzonder om de ongezonde effecten van perfluoroctaanzuur (C8), een van de PFAS.
Onder de titel The Lawyer Who Became DuPont's Worst Nightmare schreef journalist Nathaniel Rich in januari 2016 voor The New York Times een artikel over Bilotts lange, juridische strijd. Twee jaar later regisseerde Stephanie Soechtig met The Devil We Know (2018) ook een documentaire over het onderwerp.

## Productie
Productiebedrijf Participant Media verwierf de filmrechten op het artikel van Nathaniel Rich en het levensverhaal van advocaat Robert Bilott. Matthew Carnahan schreef de eerste versie van het script, dat nadien meermaals herschreven werd door Mario Correa.
In september 2018 raakte bekend dat het project, dat aanvankelijk bekend was onder de titel Dry Run, door Todd Haynes zou geregisseerd worden. Een maand later werd bericht dat Mark Ruffalo, die als producent bij het project betrokken was, ook de hoofdrol zou vertolken. Begin 2019 werd de rest van de cast bekendgemaakt. Onder meer Anne Hathaway, Tim Robbins, Bill Camp, Victor Garber, Bill Pullman, Mare Winningham en William Jackson Harper werden aan het project toegevoegd.
De opnames gingen midden januari 2019 van start en eindigden in maart 2019. Er werd gefilmd in onder meer Cincinnati en Hamilton (Ohio).
De film ging op 22 november 2019 in première.